# NGC 4651
NGC 4651 = Arp 189, auch Regenschirm-Galaxie genannt, ist eine Spiralgalaxie vom Hubble-Typ SA(rs)c pec im Sternbild Haar der Berenike am Nordsternhimmel. Sie ist etwa 34 Millionen Lichtjahre von der Milchstraße entfernt. Sie besitzt eine filamentartige Struktur aus alten Sternen, die sich wie ein Jet über mehr als 50.000 Lichtjahre nach Osten erstreckt und in einem schirmartigen Anhängsel endet. Halton Arp gliederte seinen Katalog ungewöhnlicher Galaxien nach rein morphologischen Kriterien in Gruppen. Diese Galaxie gehört zu der Klasse Galaxien mit schmalen Filamenten.
Anscheinend geriet vor sechs bis zehn Milliarden Jahren eine Zwerggalaxie in das Gravitationsfeld und wurde durch die Gezeitenkräfte entlang ihrer Bahn um ihre größere Schwester langsam auseinandergezogen. Dies führt dazu, dass sich eine lockere Gruppe von Sternen als Sternstrom um die Muttergalaxie windet, wobei sie sich am Scheitelpunkt besonders langsam bewegt und dort die höchste Sterndichte besitzt.
Das Objekt wurde am 30. Dezember 1783 von dem deutsch-britischen Astronomen Friedrich Wilhelm Herschel entdeckt.